# عبد الرحمان ميرة
عبد الرحمان ميرة (1922-1959) شغل منصب قائد الولاية التاريخية الثالثة ابان الثورة الجزائرية.

## نشأته
ولد عبد الرحمان ميرة سنة 1922 بقرية تاغلاط بضواحي بني مليكش دائرة أقبو ولاية بجاية، في أسرة فقيرة كان أبوه ميرة محند أمزيان فلاحا صغيرا يشتغل لنفسه في قطعة أرض جبلية توفي بعدما ما خلف وراءه ثلاثة أولاد أصغرهم عبد الرحمان ميرة الذي لم يكمل عامه الأول. قام عمهم ميرة أكلي بكفالتهم، وفي هذا الجو تربى وترعرع ولم تسمح له الظروف بالدخول إلى المدرسة.

## نضاله ضد المستعمر
كان لاحتكاكه بالمناضلين أثره الواضح في بلورة نشاطه السياسي إذ انخرط في حركة انتصار الحريات الديمقراطية وأصبح مناضلا نشيطا وذلك 1947 وهي السنة التي تأسست فيها المنظمة الخاصة. اندلعت ثورة التحرير الجزائرية وانظم الشباب إلى صفوفها فقام عبد الرحمن بتشكيل فرقة من المجاهدين في قريته وكانت أول معركة شارك فيها هي معركة «سيدي علي بوناب» في نوفمبر 1954 حيث أسفرت هذه المعركة عن خسائر مادية في العتاد والأرواح في صفوف الأعداء وكنتيجة لهذا الانتصار اختير مع 5 أعضاء آخرين من بينهم العقيد عميروش آيت حمودة كمسؤولين بالمنطقة وفي سنة 1955 رقي إلى رتبة ملازم.
وعُرف القائد ميرة بتجنده وحنكته السياسية حيث استحق عن جدارة «ميدالية المقاومة» في مارس 1956 بعد أن نجح في لم شمل جنود المناطق الثالثة والرابعة والخامسة ليشرف بعد ذلك على ضمان أمن المشتركين في مؤتمر الصومام في 20 أوت 1956 إذ كان انعقاد المؤتمر في المنطقة التابعة لقيادته واستطاع أن يحافظ على السرية التامة للمكان والزمان. ولما انتهى المؤتمر تطوع عبد الرحمن ميرة للجهاد في الولاية السادسة، لإعادة تنظيم الولاية وفي هذه الفترة رقي إلى رتبة نقيب وقاد الولاية الثالثة بعد استشهاد العقيد عميروش في مارس 1959.

## استشهاده
استشهد عبد الرحمان ميرة وسلاحه بيده يوم 6 نوفمبر 1959 علي يد القوات الاستعمارية بالقرب من قرية آيت حياني، بلدية شلاطة لتتصدر وفاته عناوين الصحافة الاستعمارية التي صفقت على حد اعتقادها آنذاك لنهاية حرب الصومام. وتم عرض جثمانه بتغلاط ثم بتازمالت قبل نقله جوا إلى وجهة تظل مجهولة إلى غاية يومنا هذا.
وبحسب ابنه طارق ميرة فإنه قد ورد أمر آنذاك بنقل جثمانه إلى عين أرنات بسطيف لكن لم يوجد له اثر هناك ابدا في الوقت الذي يؤكد فيه البعض أن جثته في ثكنة بمنطقة بوقاعة فيما يقول آخرون إنها نقلت إلى فرنسا حيث يزمع أبناؤه إسماعيل وطارق إشعار أعلى السلطات الفرنسية بهذا الأمر.